# 天寶 (1917年)

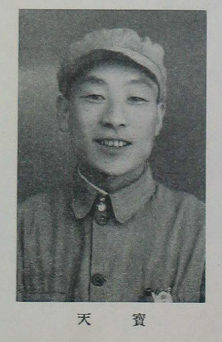

桑吉悦希（藏語：སངས་རྒྱས་ཡེ་ཤེས，威利转写：sangs rgyas ye shes，藏语拼音：Sanggyai Yexe，1917年2月—2008年2月21日），全名木尔加·桑吉悦希，又名天宝，男，藏族，四川阿坝马尔康人，中华人民共和国政治人物，曾任四川省人民委员会副省长，西藏自治区人民政府主席。中共第八屆候補中央委員，第九、十、十一屆中央委員，第一、二、三、五屆全國人大代表，中共十二大、十三大相繼當選為中央顧問委員會委員。中共十四大代表，十五大特邀代表，十六大、十七大列席代表。

## 生平
桑吉悦希十二三岁时入寺庙当“扎巴”，即小喇嘛。1935年参加中国工农红军。同年春天加入中國共產主義青年團，同年秋天轉為中国共产党黨員。天宝的名字是毛泽东给他取的。早年任骑兵连指导员、藏族独立师党代表。
1937年入延安中共中央党校学习，任民族班班长、支部委员、校总支委员。
1938年到新疆新兵营任学生队队长。
1940年到中共中央西北工作委员会工作，任西南民族组组长。1941年入延安中央民族学院学习，任学生会主席、西南民族区区长。
1943年后任伊克昭盟地下交通员、区委书记、伊克昭盟蒙汉支队第三大队教导员（1943年至1949年担任蒙古抗日支队的教导员）。
1950年任中共西藏工作委员会委员、西藏工作团团长，西南军政委员会委员，西南民族委员会副主任。1950年11月，当选为中华人民共和国第一个民族自治区—西康省康定藏族自治区人民政府（后改称为四川省甘孜藏族自治州）第一任主席。
1952年，任阿坝藏族自治州州长，成为唯一一位同时担任两个自治州州长的领导人。后来任全国人民代表大会民族委员会副主任委员，西康省人民委员会副省长、四川省人民委员会副省长，四川省民族委员会副主任。1954年，当选为第一届全国人大代表。9月，他出席第一次会议讨论宪法草案，期间作发言。
1969年后任中共西藏自治区党委书记、革命委员会副主任。
1979年8月至1981年4月任西藏军区第二政治委员、西藏自治区人民政府主席。
1980年12月任中共四川省委书记。1981年3月任四川省人民政府副省長。
2008年2月21日，天寶在成都病逝，終年91歲。